# Emre Güngör
Fehmi Emre Güngör (Istanbul, 1º agosto 1984) è un ex calciatore turco, di ruolo difensore.

## Carriera

### Club
Arrivò nel 2001 all'Ankaragücü dopo essere stato acquistato dal Bakırköyspor ed esordì in massima serie a 17 anni. Disputò la stagione 2003-2004 in prestito al Türk Telekomspor in seconda divisione. Ritornato l'anno successivo Ankaragücü si affermò definitivamente diventando il capitano della squadra a 23 anni.
A gennaio 2008 venne ceduto al Galatasaray SK dove contribuisce alla conquista del campionato 2007-2008.
Il 17 giugno 2015 si trasferisce ufficialmente all'Eskişehirspor.

### Nazionale
Con la Turchia debuttò nell'amichevole contro la Slovacchia in preparazione al campionato d'Europa 2008. È stato convocato dal commissario tecnico Fatih Terim in sostituzione dell'infortunato Gökhan Gönül.